# Good Faith (álbum de Madeon)
Good Faith es el segundo álbum de estudio publicado por el DJ y productor francés Madeon. Lanzado el 15 de noviembre de 2019 por Columbia Records, cuenta con las vocales de Callie Day, Spoonface, Audra Mae, James the Human, Brasstracks, y el West Los Angeles Children's Choir.
El álbum fue promocionado por tres sencillos: "All My Friends", "Dream Dream Dream", y "Be Fine".

## Antecedentes
Durante la primera mitad de los años 2010, Leclercq se había adentrado al éxito comercial gracias a su mashup "Pop Culture", produjo sencillos para Lady Gaga, Coldplay, Ellie Goulding, y Two Door Cinema Club, y liberó en 2015 su álbum debut Adventure, el cual tuvo una recepción crítica positiva. Más adelante, publicó un sencillo en colaboración con Porter Robinson, "Shelter", el cual se posicionó en varias listas musicales alrededor del mundo.
Después del Shelter Live Tour, una gira de conciertos para promocionar "Shelter", Leclercq tomó un descanso de giras a finales de 2017 y 2018 para trabajar en su segundo álbum. Mientras viajaba por Europa y por Norteamérica, se dedicó a escribir y grabar su segundo álbum.
Leclercq lanzó su sencillo "All My Friends" en mayo de 2019, tres años después de que "Shelter" fuera publicado. Posteriormente liberó dos sencillos más en julio y octubre respectivamente y anunció la fecha de publicación para su álbum el 15 de noviembre de 2019.

## Inspiración
A principios de 2017, Leclercq, al realizar el Shelter Live Tour con Porter Robinson, sentía que el estilo sincero de escritura lírica utilizado en "Shelter” podría ser incorporado a su música, y no simplemente hacer que su producción musical y sus canciones sean un vehículo para las historias de otras personas.
Durante la producción de Good Faith, Leclercq escuchó una gran cantidad de hip hop, así como a artistas como Frank Ocean, Tyler, the Creator, Kraftwerk, y Pink Floyd, afirmando que su música dio inspiración para algunos de los estilos de producción del álbum. También frecuentemente cita a Daft Punk y The Beatles como influencias pesadas constantes en su composición y producción, incluso antes de que  empiece escribir Good Faith.

## Grabación

### Historia de grabación
Tan pronto como Leclercq acabó con la gira musical de Adventure en el Pixel Empire Tour a inicios de 2016,  se quedó en un estudio de Nueva York por tres días para concebir conceptos para un segundo álbum de estudio. Hugo declaró que "Porter había escuchado parte de la música que estaba escribiendo y realmente le gustó, lo que nos inspiró a crear 'Shelter'". Durante la producción de "Shelter" y el Shelter Live Tour, Leclercq declaró que siempre tuvo la intención de eventualmente producir Good Faith.
A lo largo de su vida, Leclercq había producido su música, incluida la totalidad de Adventure y en un inicio Good Faith, principalmente en su estudio ubicado en el sótano de sus padres en Nantes. Leclercq también dedicó su tiempo produciendo parte del álbum en Ocean Sound Recordings, en Ålesund, Noruega . Mientras daba una gira musical en 2018, dio un concierto en Los Ángeles y decidió mudarse a losHollywood Hills desde Francia, reubicando su estudio también.
Él declara que la escritura y la producción del álbum era mayoritariamente un esfuerzo solitario, tan sólo dos de las canciones tienen un coescritor. Leclercq "a veces (intenta) toma algo" de un colaborador, como una interpretación instrumental o una grabación vocal.
Después de lanzar dos de los sencillos principales de Good Faith, el 14 de octubre de 2019 Leclercq envió una carta emotiva a sus seguidores en su lista de correo electrónico y redes sociales, hablando sobre su depresión después de realizar el debut de su show de Good Faith Live en Lollapalooza. Dijo que había puesto la producción y el lanzamiento del álbum en espera para darse el tiempo para recuperarse y "para estar sano".

## Composición
Definitivamente intenté superar algo de mi sensibilidad de producción anterior, que fue, ya sabes, influenciada por la música de baile... Mantengo todo lo que me encantó sobre eso y también abrazo todas mis otras influencias.
Hugo Pierre Leclercq, 2019.

Leclercq eligió "Good Faith" como el título de álbum con varios años de anticipación de su lanzamiento. Declara que disfruta tanto la interpretación "espiritual" y "casual/sincera" del título del álbum y que considera ambas palabras como profundas y evocativas en torno a la idea detrás del álbum.
Leclercq ha declarado que aunque quería que los coros y cantantes en el álbum sonaran como si hubieran sido tomados de otras canciones, el álbum no contiene samples. Leclercq en cambio optó por grabar coros en vivo y a cantantes solistas de gospel. Además, grabó tambores en vivo y otros instrumentos musicales más. También habló sobre cómo el escribir e interpretar las vocales en el sencillo de "Shelter" en colaboración con Porter Robinson hizo que quisiera alejarse de las aparición especial para inclinarse más hacia la interpretación de las voces citando el deseo de que el álbum se sintiera como "un más que un proyecto de un artista personificado". A diferencia de cuando grabó su primer álbum Adventure, en el cual sólo cantó en tres canciones, en Good Faith Leclercq añade sus vocales en cada canción del álbum, incluyendo "Heaving With Hoping".
Good Faith toma inspiración de géneros como el R&B, hip hop, gospel, y funk, a la vez que se inspira también en géneros de los cuales Leclercq ya ha tenido experiencia como el nu-disco, french house, y EDM. Hugo afirma que escuchó a artistas que considera con "muy buena fe": Tame Impala, Jamie xx, The Zombies, Anderson .Paak, Chance the Rapper, y The Weeknd.

### Aspectos técnicos
Leclercq es experto en diferentes técnicas de procesamiento vocal. Estas técnicas las ha usado a lo largo de sus lanzamientos anteriores, así como en Good Faith. En muchas de las pistas del álbum, Madeon utiliza principalmente vocal chopping en voces al estilo R&B en "Dream Dream Dream", "Nirvana" y "Be Fine", así como usa este mismo método con su propia voz en "Miracle". Otra técnica usada en el álbum y que se utilizó en temas propios como "Shelter", "Beings", y "Zephyr", es el uso liberal de Leclercq del formant shifting. Esta técnica cambia los picos en un espectro de frecuencia para ajustar la "apertura" de la voz humana. Esto hace que la voz de Hugo suene significativamente más o menos profunda (por ejemplo, en "No Fear No More", "Be Fine") mientras sigue cantando el mismo tono. Leclercq también procesa su voz haciendo uso de un software de corrección de pitch en un grado más distintivo en Good Faith que en "Shelter" o cualquier pista de Adventure.
Madeon también utiliza técnicas de música house clásicas como bombos de cadena lateral, los cuales son fuertemente usado en "Mania". También utiliza arpegios rápidos con pequeños envolventes acúsicos en la mayoría de las pistas para añadir un efecto de "aleteo". Además se hace uso de bajos característicos del nu-disco y french house, patrones de aplausos, y sonidos sintetizados que recuerdan el sonido característico de Leclercq de lanzamientos anteriores como se ejemplifica en "No Fear No More" y "All My Friends".

## Promoción

### Videos musicales
Después de la publicación de cada sencillo, Leclercq subió tanto el audio oficial como el video oficial de cada uno de los sencillos a su canal de YouTube.

### Sencillos
El 29 de mayo de 2019 Leclercq publicó una vista previa de "All My Friends", su primer sencillo desde "Shelter". Esta vista previa fue lanzada a través de su nueva página web goodfaith.world, la cual mostraba un video que reproducía la canción junto con ubicaciones de tiendas de discos en cuatro ciudades: Los Ángeles, Nueva York, Ålesund, y Nantes. Cada tienda de discos recibió dos copias del nuevo single en vinilo transparente de 7 ". El 30 de mayo de 2019, se lanzó el audio oficial completo en YouTube.

### Good Faith Radio
El 10 de julio de 2019, Leclercq estrenó el primer episodio de Good Faith Radio (Beats 1 Radio en Apple Music), donde debutó el segundo sencillo de Good Faith, "Dream Dream Dream", y reprodujo pistas de otros artistas, incluyendo música enviada por sus seguidores acompañado de arte hecho por fanes. Madeon describió su programa de radio como "...un espacio que quiero compartirles, quiero introducirlos a mis cosas preferidas y mostrarles algo de la increíble música y arte que crean ustedes." Junto con el estreno en radio, "Dream Dream Dream" fue liberado en plataformas de streaming de música y se publicó un video visualizador en YouTube.

### Good Faith LiveTour
A mediados de 2019, Leclercq anunció que su show en vivo, llamado Good Faith Live, debutaría en Lollapalooza 2019, junto con nueva música. Dijo en una entrevista que había estado escribiendo el álbum y trabajando en el show de Good Faith Live simultáneamente, y que quería que el debut de su nuevo programa tuviera una producción del tamaño adecuado. Más tarde se reveló a los artistas de apoyo en su lineup, los cuales serían Ford, LP Giobbi, Devault, Ilo Ilo, Giraffage, Flamingosis e Instupendo.

## Recepción
Una reseña del álbum de la revista Magnetic Magazine alabó el álbum, declarando “...Este nuevo álbum es un paso en una nueva dirección que se siente más orgánico y auténtico a Madeon. Good Faith es su mejor trabajo hasta el momento y qué manera de culminar una década que lo ha visto crecer de un adolescente que trabaja en la casa de sus padres en Nantes a ser el artista principal de varios festivales y ser universalmente amando en la escena de la musica dance.”  Un artículo del periódico de Londres Evening Standard criticó negativamente el uso de la corrección de pitch, declarando que "está usando su voz más como un sintetizador". El artículo también asegura que el álbum carecía de originalidad y que Leclercq parecía un productor que "todavía está encontrando su propia voz". En el sitio web de recopilación de reseñas Album of the Year , el álbum recibió una calificación del 65% basado en dos puntuaciones dadas por críticos.

## Listado de pista
Todas las canciones escritas y compuestas por Hugo Pierre Leclercq. "Hold Me Just Because" is co-written by James Alan Ghaleb and "Heavy with Hoping" is co-written by Audra Mae. 
| N.º | Título                 | Duración |  |
| 1.  | «Dream Dream Dream»    | 3:54     |  |
| 2.  | «All My Friends»       | 3:24     |  |
| 3.  | «Be Fine»              | 3:28     |  |
| 4.  | «Nirvana»              | 2:32     |  |
| 5.  | «Mania»                | 2:32     |  |
| 6.  | «Miracle»              | 4:10     |  |
| 7.  | «No Fear No More»      | 3:15     |  |
| 8.  | «Hold Me Just Because» | 3:06     |  |
| 9.  | «Heaving With Hoping»  | 4:01     |  |
| 10. | «Borealis»             | 4:45     |  |

Notas
- Todas las canciones fueron producidas, arregladas y mezcladas por Hugo Leclercq, incluyendo cada una vocales del mismo.
- "All My Friends" presenta voces adicionales de Jackson Dean, notas de bajo eléctrico de Jake Bowman, notas de guitarra y programación adicional de Alex Al, Rob Harris, Hal Ritson, y Richard Adlam, ingeniería de grabación por Tom Norris, y notas de piano adicional de Al.
- "Be Fine", "Mania" y "Miracle" presentan vocales de Callie Day.
- "Nirvana" presenta voces de Elroy "Spoonface" Powell y programación adicional de Richard Adlam y Hal Ritson.
- "No Fear No More" cuenta con la participación del West Los Angeles Children's Choir en el apartado de vocales.
- "Hold Me Just Because" presenta contribuciones de James the Human y Brasstracks.
- "Heavy with Hoping" cuenta con la participación de voz de Audra Mae.
- "Borealis" presenta notas de guitarra eléctrica por B. J. Cole.

## Posicionamiento en listas
| Listas (2019)                            | Mejor posición |
| ---------------------------------------- | -------------- |
| Estados Unidos (Billboard 200)           | 82             |
| Estados Unidos (Dance/Electronic Albums) | 1              |
| Estados Unidos (Top Album Sales)         | 15             |
| Estados Unidos (Digital Albums)          | 7              |

Cinco pistas de Good Faith alcanzaron los siguientes puestos en la lista de Hot Dance/Electronic Songs de Billboard:
- "All My Friends", puesto 16.
- "Be Fine", puesto  30.
- "No Fear No More", puesto  36.
- "Dream Dream Dream", puesto 37.
- "Miracle", puesto 38.

## Historial de lanzamiento
| Región | Fecha                   | Formato(s)                                    | Sello discográfico |
| ------ | ----------------------- | --------------------------------------------- | ------------------ |
| Varios | 15 de noviembre de 2019 | CD Descarga digital Streaming Disco de vinilo | Columbia           |